# Idi Amin
Idi Amin Dada (Campala, 30 de maio de 1928 – Jidá, 16 de agosto de 2003) foi um militar ugandense que ocupou o cargo de presidente de Uganda de 1971 até 1979. É considerado um dos ditadores mais brutais e déspotas da história.
Idi Amin nasceu em Campala, de um pai da tribo kakwa e uma mãe lubara. Em 1946, aos vinte anos, ingressou nos King's African Rifles (KAR) do exército colonial britânico como cozinheiro. Ele foi ascendendo as patentes, até chegar a tenente, lutando ao lado dos britânicos contra rebeldes somalis, na Guerra de Shifta e, depois, na Revolta dos Mau-Mau, no Quênia. Quando Uganda ganhou sua independência do Reino Unido, em 1962, Amin permaneceu nas forças armadas, chegando à patente de major, sendo nomeado general e comandante do exército ugandense em 1965. Em 1971, quando ele soube que o presidente Milton Obote estava planejando prendê-lo, por desviar fundos do exército, Amin lançou um golpe de estado e se declarou presidente.
Durante os anos no poder, Amin deixou de ser um governante pró-Ocidente, que contava com um apoio considerável de Israel e do Reino Unido, para se tornar um líder aliado a Muammar Gaddafi da Líbia, a Mobutu Sese Seko do Zaire, à União Soviética e à Alemanha Oriental. Em 1975, Amin tornou-se presidente da Organização da Unidade Africana (OUA), um grupo Pan-africano, criado para promover a solidariedade entre os Estados africanos. Uganda chegou a ser membro da Comissão das Nações Unidas para os Direitos Humanos, de 1977 a 1979. O Reino Unido rompeu relações diplomáticas com Uganda, em 1977, e Amin declarou então que ele havia derrotado os britânicos, adicionando "CBE" ("Conqueror of the British Empire", ou "Conquistador do Império Britânico") ao seu título oficial.
À medida que o governo de Amin avançava até o final da década de 1970, houve um aumento da agitação contra sua perseguição a certos grupos étnicos e dissidentes políticos, juntamente com a péssima posição internacional de Uganda, devido ao apoio de Amin aos sequestradores terroristas na Operação Entebbe. Em 1978, Amin tentou então conquistar a região da Kagera, no norte da Tanzânia, mas o presidente tanzaniano Julius Nyerere mobilizou suas tropas e invadiu Uganda; o exército da Tanzânia, apoiado por rebeldes ugandenses, eventualmente tomou Campala, em 11 de abril de 1979, removendo Amin do poder. O ditador ugandense partiu então para o exílio, primeiro para a Líbia, depois para o Iraque e, finalmente, para a Arábia Saudita, onde passaria o resto de sua vida, falecendo em 16 de agosto de 2003.
O regime de Amin foi caracterizado por constantes abusos de direitos humanos, incluindo repressão política, perseguição étnica e execuções extrajudiciais, além de nepotismo, corrupção e má gestão econômica. Observadores internacionais e grupos de direitos humanos estimam que entre 100 000 e 500 000 pessoas foram assassinadas durante o regime de Amin.

## Infância, carreira militar e chegada ao poder

### Primeiros anos
Amin nunca escreveu uma autobiografia e nunca autorizou um relato oficial por escrito de sua vida. Existem discrepâncias em relação a quando e onde ele nasceu. Muitas das fontes biográficas afirmavam que ele nasceu ou em Koboko ou em Campala por volta de 1925. Outras fontes não confirmadas indicam o ano de nascimento de Amin desde 1923 até 1928. O seu filho, Hussein, afirmou que seu pai nasceu em Campala em 1928.
De acordo com a família de Amin, a tradição oral ugandense e sua certidão de óbito saudita, Idi Amin Dada Oumee nasceu em 30 de maio de 1928 no local de trabalho de seu pai, o Quartel da Polícia de Shimoni, na colina Nakasero, na capital Campala. De acordo com Fred Guweddeko, um pesquisador da Universidade Makerere, Amin era filho de Andreas Nyabire (1889–1976). Nyabire, era membro do povo Kakwa, que se converteu do catolicismo para o islã em 1910 e então mudou seu nome para Amin Dada e deu seu nome para seu primeiro filho. Idi Amin foi abandonado por seu pai quando era muito jovem e cresceu numa cidade rural com a família de sua mãe no noroeste de Uganda. Guweddeko afirma que a mãe de Amin se chamava Assa Aatte (1904–1970), da etnia Lubara e uma fitoterapeuta tradicional que tratava membros da família real de Buganda, entre outros. Algumas fontes também descreveram Amin como sendo de origem Kakwa-núbio.
Amin entrou numa escola islâmica em Bombo, no distrito de Luweero, em 1941. Depois de alguns anos, ele deixou a escola com apenas uma educação em língua inglesa na quarta série e teve alguns pequenos empregos antes de ser recrutado para o exército colonial britânico por um oficial.

### Exército colonial britânico
Amin ingressou nos King's African Rifles (KAR), o exército colonial britânico, em 1946, como assistente de cozinheiro, recebendo treinamento militar até 1947. Mais tarde na vida, ele falsamente afirmou ter servido na Campanha da Birmânia durante a Segunda Guerra Mundial. Ele foi transferido para o Quênia para serviço de infantaria como soldado em 1947, servindo no 21º Batalhão do KAR, em Gilgil, no oeste do Quênia britânico, até 1949. Naquele ano, sua unidade foi enviada ao norte do Quênia para lutar contra os rebeldes somalis na Guerra de Shifta. Em 1952, sua brigada foi levada para lutar contra a Revolta dos Mau-Mau. Ele foi promovido a cabo no mesmo ano e depois a sargento em 1953.
Em 1959, Amin foi promovido a afande de segunda classe, a classificação mais alta possível para um africano negro no período colonial no exército britânico na época. Amin retornou para Uganda no mesmo ano e foi promovido a tenente em 15 de julho de 1961, tornando-se um dos primeiros dois ugandeses a se tornarem oficiais comissionados. Segundo o pesquisador Holger Bernt Hansen, a perspectiva, o comportamento e as estratégias de comunicação de Amin foram fortemente influenciados por suas experiências no exército colonial. Isso inclui seu estilo de liderança direta e prática, que acabaria por contribuir para sua popularidade entre certas partes da sociedade de Uganda.

### Comando do exército ugandense
Em 1962, após a independência de Uganda do Reino Unido, Amin foi promovido a capitão e então, em 1963, foi para major. Ele foi apontado segundo em comando no exército em 1964 e, no ano seguinte, se tornou comandante do exército ugandense. Em 1970, Amin foi oficialmente promovido a comandante-em-chefe das forças armadas.
Amin foi um atleta durante seu tempo no exército britânico e ugandês. Com 1,93m de altura e bastante musculoso, ele foi o campeão de boxe meio-pesado de Uganda de 1951 a 1960, bem como um bom nadador. Amin também foi um bom jogador de rúgbi, embora um dos oficiais tivesse descrito ele assim: "Idi Amin é um tipo esplêndido e um bom jogador [de rúgbi], mas virtualmente apenas osso do pescoço pra cima e precisa que as coisas sejam explicadas em palavras de uma letra só". Na década de 1950, ele jogou pelo time Nile RFC.

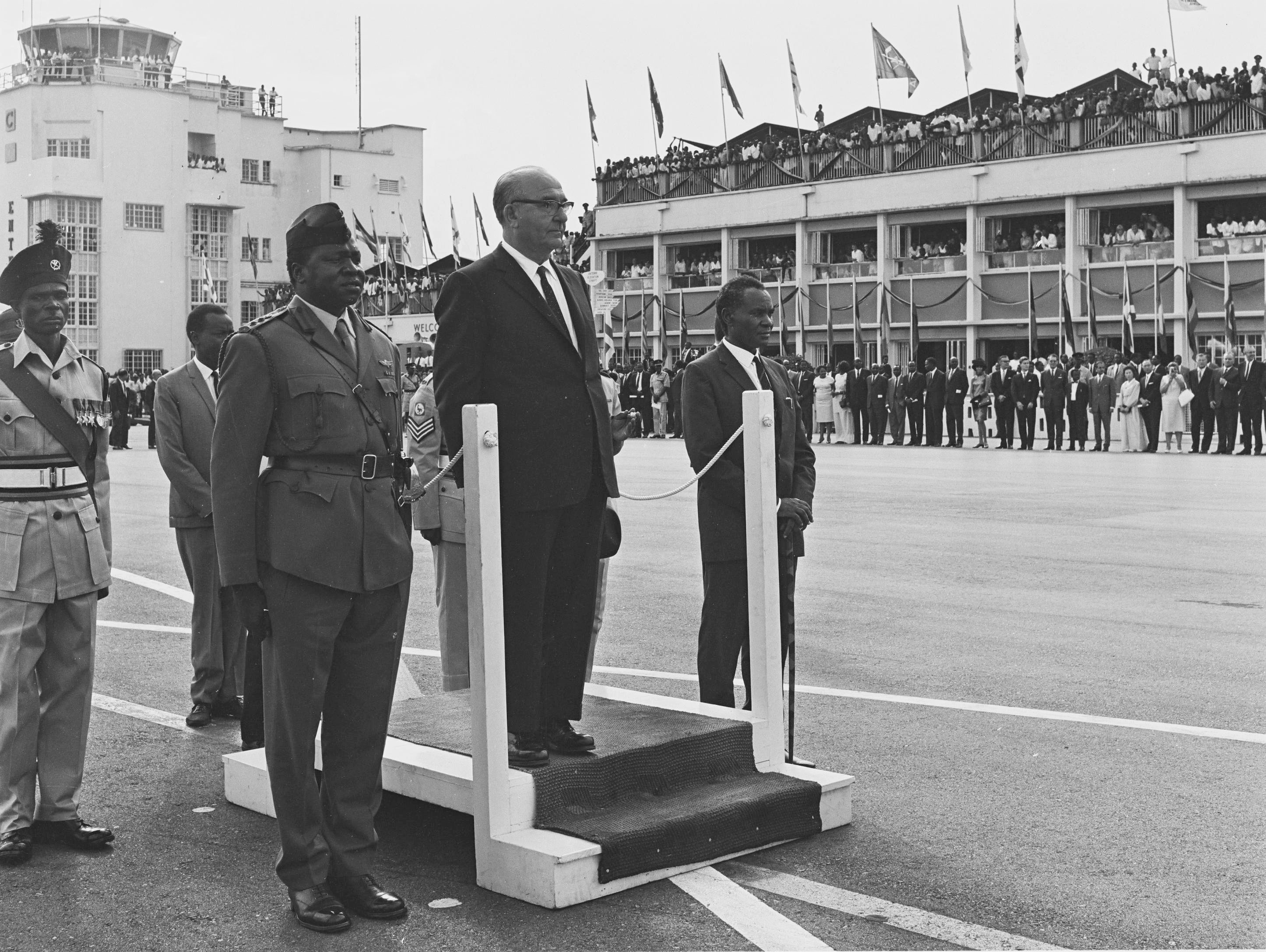
Amin (centro-esquerda) como chefe do estado-maior do exército durante uma visita do Primeiro-ministro israelense Levi Eshkol (centro) em 1966.

Em 1965, o Primeiro-ministro Milton Obote e Amin foram implicados em um acordo para contrabandear marfim e ouro para Uganda da República Democrática do Congo. O acordo, mais tarde alegado pelo General Nicholas Olenga, um associado do ex líder congolês Patrice Lumumba, fazia parte de um acordo para ajudar as tropas que se opunham ao governo congolês a negociar marfim e ouro para o fornecimento de armas contrabandeadas secretamente para eles por Amin. Em 1966, o Parlamento da Uganda exigiu uma investigação. Obote impôs uma nova constituição abolindo a presidência cerimonial detida pelo Cabaca (rei) Mutesa II de Buganda e se declarou presidente executivo. Ele então promoveu Amin de coronel para comandante. Amin liderou tropas num ataque contra o palácio real e forçou Mutesa ao exílio no Reino Unido, onde ele permaneceu até sua morte em 1969.
Amin começou a recrutar para o exército membros das tribos Kakwa, Lubara, sudaneses do sul e outros grupos étnicos do Nilo Ocidental na fronteira com o Sudão do Sul. Os sudaneses do sul que residiam em Uganda desde o início do século XX, vinham do Sudão para servir ao exército colonial. Muitos grupos étnicos africanos no norte de Uganda habitavam Uganda e o Sudão do Sul; foi alegado na época que o exército de Amin consistia principalmente de soldados sul-sudaneses.

### Tomada do poder

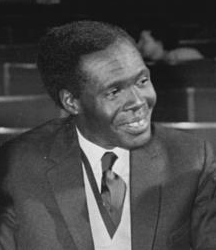
Milton Obote, o segundo presidente de Uganda, foi derrubado em um golpe de estado liderado por Amin em 1971.

Com o passar dos anos, uma rixa começou a surgir entre o general Amin e o presidente Obote, especialmente com o fato de que Amin estaria reconstruindo o exército ugandense com grupos étnicos do Nilo Ocidental, de onde ele descendia. Outro ponto de contenda foi o apoio do general a operações na rebelião no Sudão do Sul e sua falta de interesse na questão do atentado contra a vida de Obote em 1969. Em outubro de 1970, Obote assumiu o comando das forças armadas, rebaixando Amin de seu posto de comandante de todas as forças armadas para apenas a de líder do Exército de Uganda.
Após receber informações de que Obote planejava prende-lo por desviar fundos do exército, Amin decidiu remover o governo e deu um golpe de estado em 25 de janeiro de 1971, enquanto Obote estava fora do país atendendo uma reunião de líderes da Commonwealth em Singapura. Tropas leais a Amin assumiram o controle do Aeroporto Internacional de Entebbe e tomaram a capital Campala. Os soldados cercaram a residência de Obote e bloquearam as principais estradas e rodovias. Em uma transmissão na Rádio Uganda, Amin acusou o governo de Obote de corrupção e tratamento preferencial da região de Lango. Multidões aplaudindo foram relatadas nas ruas de Campala após essa transmissão. Amin se apresentou para o povo como um soldado e não um político, declarando que um governo militar havia sido estabelecido mas seria temporário, perdurando até que novas eleições livres fossem convocadas quando a situação na nação fosse normalizada. Ele ainda prometeu libertar todos os presos políticos. Inicialmente, Amin cumpriu parte dessas promessas, libertando vários prisioneiros e dando discursos de reconciliação. Nesse ponto, ele chegou até a participar de um funeral de estado ao falecido rei Edward Mutesa e lá ele prometeu retornar o país a democracia, algo que ele nunca o faria.

## Presidência

### Estabelecimento do regime militar

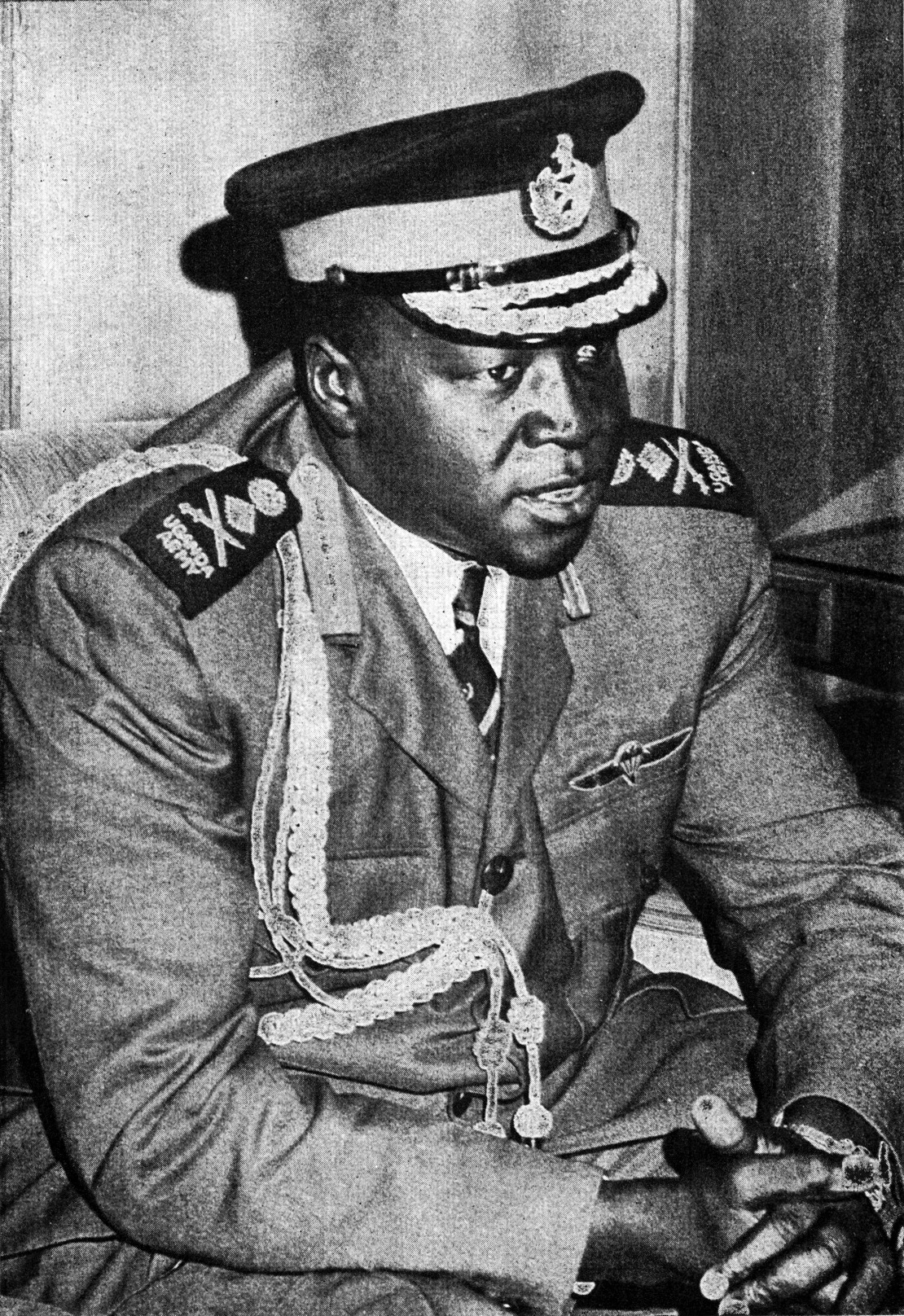
Amin em 1973.

Em 2 de fevereiro de 1971, uma semana após assumir o poder, Amin se declarou Presidente de Uganda, comandante-em-chefe das forças armadas, chefe do estado-maior do exército e chefe da força aérea. Ele suspendeu várias provisões da constituição ugandense e logo instituiu um Conselho Consultivo de Defesa composto por oficiais militares, tendo ele mesmo como seu líder. Amin colocou tribunais militares acima das leis e cortes civis, apontando militares para posições no governo e para empresas e agências estatais, e informou o recém-empossado gabinete de ministros civis que eles estariam sujeitos a cortesia militar. Amin logo passou a governar por decreto, que não podiam ser revertidos por nenhum remédio legal.
Amin mudou o nome do palácio presidencial em Campala de Casa do Governo para "O Posto de Comando". Ele dissolveu a Unidade de Serviços Gerais (GSU), uma agência de inteligência criada pelo governo anterior, e a substituiu pelo Departamento de Pesquisa Estatal (SRB), que virou sua polícia secreta. O quartel-general do SRB ficava nos subúrbios de Campala, em Nakasero, se tornando um antro de torturas e execuções sumárias pelos próximos anos. Outras agências usadas para perseguir dissidentes incluíam a polícia militar e a Unidade de Segurança Pública (PSU).
Obote buscou exílio na Tanzânia, tendo recebido refúgio lá pelo Presidente Julius Nyerere. Obote foi acompanhado por 20 000 refugiados ugandenses que fugiam do regime de Amin. Os exilados tentaram, mas não conseguiram, reconquistar Uganda em 1972, através de uma tentativa de golpe de estado mal organizada.
Apesar de governar um país profundamente pobre, Amin criou um sistema eficiente de patronagem política para garantir a lealdade de oficiais do governo e do exército, incitando a corrupção. Ele também vivia um estilo de vida extravagante, vivendo em considerável luxo. O exemplo mais famoso disso foram as chamadas "corridas de uísque" ("whiskey runs"), onde semanalmente aviões do governo ugandense desciam no Aeroporto de Londres Stansted, na Inglaterra, e saíam com enormes carregamentos de uísque escocês caro, rádios transistores, relógios rolex de ouro e outros itens de luxo comprados por Amin para distribuir entre seus oficiais e soldados. Mais tarde, Amin justificou sua recompensa e devoção ao exército de Uganda citando um antigo provérbio africano, que resumia o tratamento dele a seu exército: "Um cachorro com um osso na boca não pode morder".

### Perseguição política e de grupos étnicos
Amin retaliou contra a tentativa de invasão pelos exilados de Uganda em 1972 ao expurgar do exército ugandense os apoiadores de Obote, predominantemente aqueles de origem étnica Acholi e Lango. Em julho de 1971, soldados das etnias Lango e Acholi foram massacrados nos quartéis de Jinja e Mbarara. Só no começo de 1972, em torno de cinco mil militares de origem Acholi ou Lango foram assassinados, junto com quase dez mil civis. Entre as vítimas logo passou a incluir membros de outros grupos étnicos, líderes religiosos, jornalistas, artistas, burocratas seniores, juízes, advogados, estudantes e intelectuais, suspeitos de crimes e cidadãos estrangeiros. Nesse clima de violência, muitas outras pessoas foram mortas por motivos criminosos ou simplesmente aleatoriamente. Os corpos eram frequentemente despejados no rio Nilo.
A matança, motivada por fatores étnicos, políticos e financeiros, continuou durante os oito anos de Amin no poder. O número exato de pessoas mortas é desconhecido. A Comissão Internacional de Juristas estima que o número de fatalidades gire em torno de 300 000 pessoas. Uma outra estimativa compilada por organizações de exilados com a ajuda da Amnesty International coloca o número em pelo menos 500 000 mortos.
Entre as pessoas mortas mais proeminentes estavam Benedicto Kiwanuka, um ex primeiro-ministro e chefe de justiça; Janani Luwum, um arcebispo anglicano; Joseph Mubiru, o antigo governador do banco central de Uganda; Frank Kalimuzo, o ex vice-reitor da Universidade de Makerere; Byron Kawadwa, um dramaturgo proeminente; e dois dos ministros do próprio Amin, Erinayo Wilson Oryema e Charles Oboth Ofumbi.
Amin negava responsabilidade por desaparecimentos em seu governo, alegando que eram tentativas de "agentes estrangeiros" para constranger o seu regime. Em 12 de fevereiro de 1973, Amin visitou a Delegacia Central de Polícia em Campala, onde advertiu: “Qualquer oficial do exército ou da polícia que prender e colocar qualquer pessoa na cadeia sem motivo será demitido”. Na ocasião ele também exigiu conhecer os detidos sem acusação. Em 1974, ele instituiu uma comissão de inquérito para investigar desaparecimentos que aconteceram desde que ele e o exército tomaram o poder em 25 de janeiro de 1971.
"Estamos determinados a fazer do ugandense comum o senhor de seu próprio destino e, acima de tudo, a fazer com que ele desfrute das riquezas de seu país. Nossa política deliberada é transferir o controle econômico de Uganda para as mãos dos ugandeses, pela primeira vez na história de nosso país." Discurso de Idi Amin sobre a perseguição às minorias.
Amin recrutou seus seguidores de seu próprio grupo étnico, os Kakwas, junto com os sudaneses do sul. Em 1977, esses três grupos formavam 60% dos vinte e dois principais generais e 75% do gabinete do presidente. Da mesma forma, muçulmanos formavam 80% desses grupos, embora representassem apenas 5% da população. Isso ajuda a explicar por que Amin sobreviveu a oito tentativas de golpe. O exército ugandense cresceu de 10 000 homens para 25 000 até 1978. As forças armadas de Amin eram basicamente uma força mercenária. Metade dos soldados eram sudaneses do sul e outros 26% eram congoleses, com apenas 24% sendo ugandeses, principalmente muçulmanos e Kakwas.

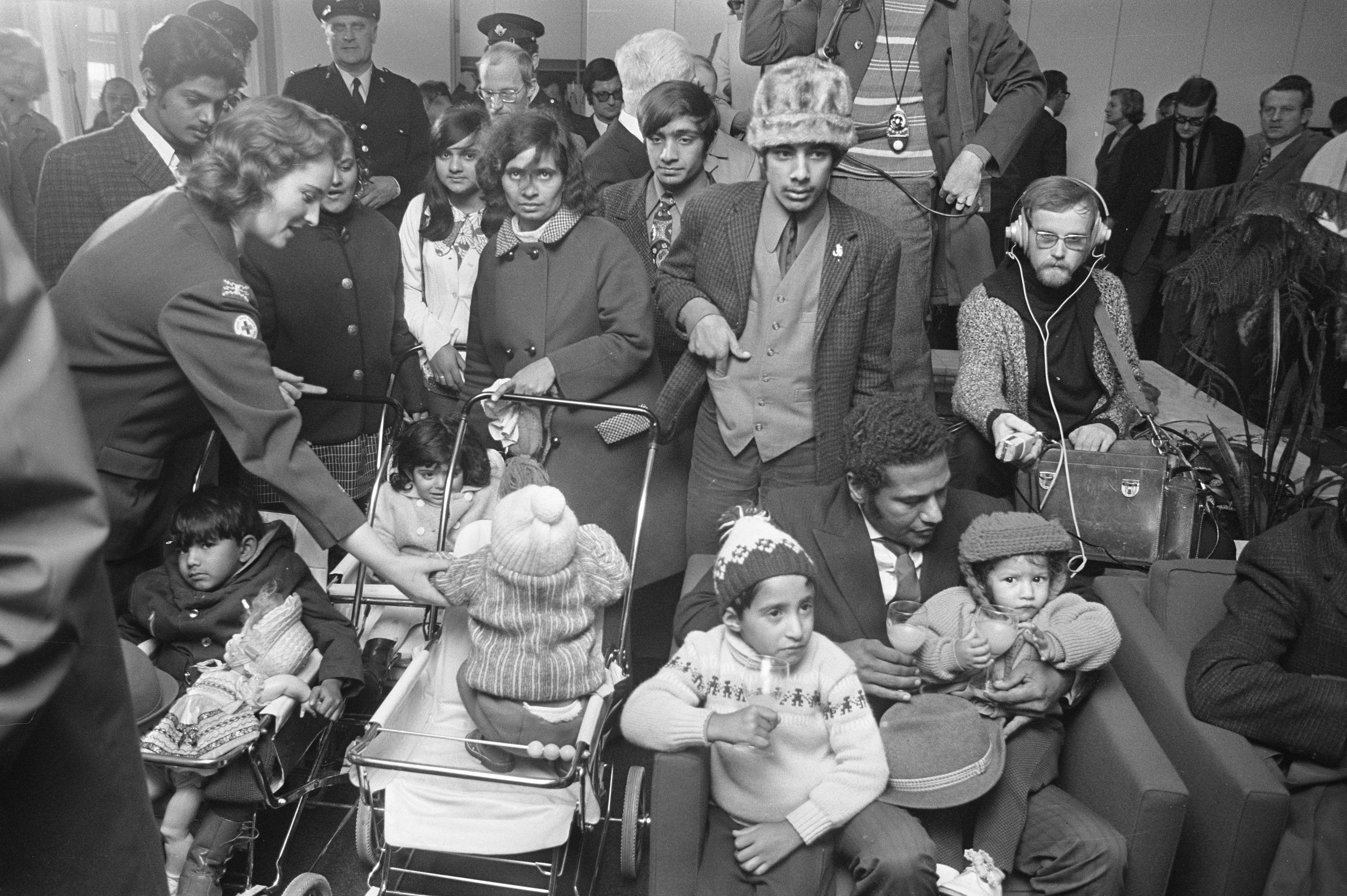
Refugiados ugandenses de origem indiana chegando nos Países Baixos, em 1972.

Em agosto de 1972, Amin declarou o que ele chamou de "guerra econômica", um conjunto de políticas que incluiu a expropriação de propriedades pertencentes a asiáticos e europeus. Havia em Uganda mais de 80 000 asiáticos, sendo a maioria esmagadora de origem do subcontinente indiano e que nasceram no país, cujos ancestrais vieram para Uganda em busca de prosperidade quando a Índia ainda era uma colônia britânica. Muitos eram donos de negócios bem estabelecidos, incluindo empresas de grande escala, que formavam a espinha dorsal da economia de Uganda.
Em 4 de agosto de 1972, Amin assinou um decreto que formalmente ordenou a expulsão do país de mais de 50 000 asiáticos que possuíam passaporte britânico. Isso foi posteriormente alterado para incluir todos os 60 000 asiáticos que não eram cidadãos de Uganda. Cerca de 30 000 ugandenses de origem asiática emigraram para o Reino Unido. Outros fugiram para os demais países da Commonwealth, como Austrália, África do Sul, Canadá e Fiji ou ainda para Índia, Quênia, Paquistão, Suécia, Tanzânia e Estados Unidos. Amin expropriou empresas e propriedades pertencentes a asiáticos e europeus e as entregou a seus apoiadores. Sem seus donos originários ou proprietários experientes, os negócios foram mal administrados e muitos setores entraram em colapso por falta de conhecimento operacional e manutenção. Isso foi desastroso para a economia já em declínio de Uganda.
Em 1975, Emmanuel Blayo Wakhweya, o ministro das finanças e membro de gabinete mais antigo de Idi Amin na época, desertou e fugiu para Londres. Esta importante deserção ajudou Henry Kyemba, o ministro da saúde de Amin e ex-funcionário do primeiro gabinete de Obote, a decidir por também desertar em 1977, fugindo para a Inglaterra. Kyemba escreveu e publicou A State of Blood ("Um Estado de Sangue"), a primeira exposição interna do governo de Amin.
Em 25 de junho de 1976, o Conselho de Defesa declarou Amin presidente vitalício.

### Relações internacionais

Idi Amin durante a posse de William Tolbert, o presidente da Libéria, em 1976.

Inicialmente, Amin foi apoiado por potências ocidentais, como Israel, Alemanha Ocidental e, em particular, o Reino Unido. Durante a década de 1960, Obote se moveu para a esquerda política, publicando um manifesto chamado Common Man's Charter, e pregou a nacionalização de oitenta empresas britânicas. Isso deixou o Ocidente preocupado com a possibilidade dele representar uma ameaça aos interesses capitalistas ocidentais na África e fazer de Uganda um aliado da União Soviética. Amin, que havia servido no King's African Rifles e tomado parte na repressão de movimentos anticoloniais (como a Revolta dos Mau-Mau) antes da independência de Uganda, era reconhecido pelos britânicos como "intensamente leal à Grã-Bretanha". Isso o tornou uma escolha óbvia como sucessor de Obote. Embora alguns tenham afirmado que Amin estava sendo preparado para o poder já em 1966, o planejamento dos britânicos e outras potências ocidentais começou para valer em 1969, após Obote começar seu programa de nacionalização.
Após a expulsão dos asiáticos de Uganda em 1972, a maioria dos quais eram descendentes de indianos, o governo da Índia cortou relações diplomáticas com Uganda. Nesse mesmo ano, como parte de sua "guerra econômica", Amin rompeu relações com o Reino Unido e anunciou a nacionalização de todos os negócios em mãos dos britânicos em território ugandense.
Naquele ano, as relações com Israel azedaram. Embora os israelenses fossem um grande fornecedor de armas para Uganda no começo, em 1972 Amin expulsou conselheiros militares israelenses e se voltou para Muammar Gaddafi da Líbia e para a União Soviética por apoio. Amin então se tornou um grande crítico de Israel. Em retorno, Gaddafi enviou apoio financeiro para Amin. Em 1974, em um documentário francês chamado General Idi Amin Dada: A Self Portrait, Amin discutiu planos de guerra com Israel, usando paraquedistas, bombardeiros e esquadrões suicidas.
A União Soviética se tornou o maior fornecedor de armas de Amin. A Alemanha Oriental se envolveu com a Unidade de Serviços Gerais e no Departamento de Pesquisa do Estado, as duas agências mais conhecidas pelo reinado de terror de Amin. Mais tarde, durante a invasão da Tanzânia em Uganda em 1979, a Alemanha Oriental tentou remover as evidências de seu envolvimento com essas agências.
Em 1973, o embaixador estadunidense Thomas Patrick Melady recomendou que os Estados Unidos reduzissem sua presença em Uganda. Melady descreveu o regime de Amin como "racista, errático, imprevisível, brutal, inepto, belicoso, irracional, ridículo e militarístico".

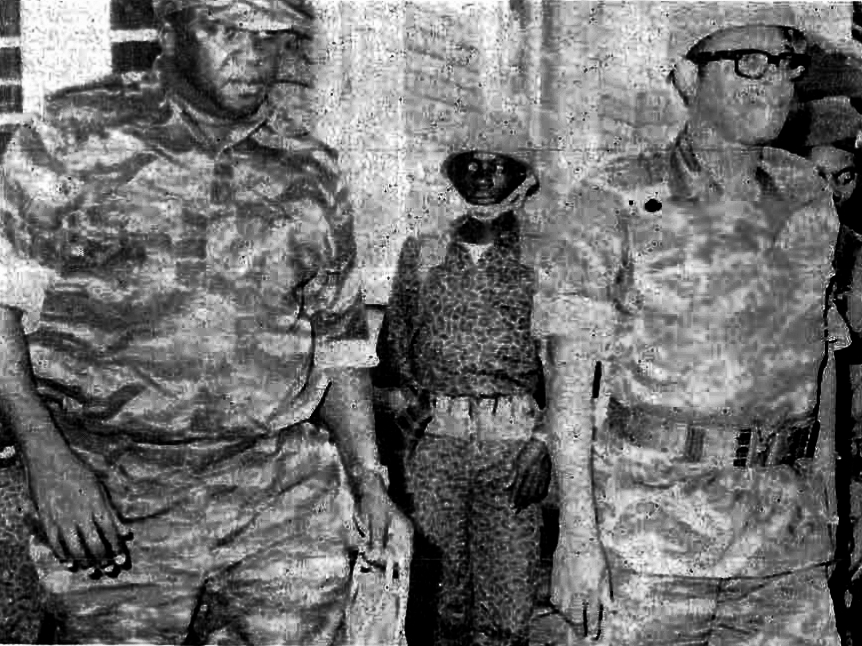
Idi Amin, em visita ao Zaire, se encontrando com o presidente Mobutu durante a Primeira Guerra de Shaba, em 1977.

Em junho de 1976, Amin permitiu que um voo da Air France indo de Tel Aviv até Paris, que havia sido sequestrado por militantes da Frente Popular para a Libertação da Palestina – Operações Externas (PFLP-EO) e dois membros da Revolutionäre Zellen alemão, pousasse no Aeroporto de Entebbe. Os sequestradores foram acompanhados por mais três cúmplices. Amin tomou interesse pessoal no caso e utilizou a atenção midiática do sequestro como palanque. Foi negociado então que os 156 passageiros não judeus que não tinham passaporte israelense seriam libertados e levados, em segurança, para a França. Os outros 83 judeus e cidadãos israelenses ficaram para trás, junto com cerca de vinte não judeus que se recusaram a abandonar os outros (entre os quais estavam o capitão e a tripulação do jato sequestrado da Air France). Na operação de resgate israelense subsequente, com o codinome Operação Thunderbolt (popularmente conhecida como "Operação Entebbe"), na virada da noite de 3 para 4 de julho de 1976, um grupo de Comandos israelenses atacaram o aeroporto de Entebbe e tomaram o local, libertando quase todos os reféns. Três dos reféns foram mortos no resgate e outros dez terminaram feridos; os sete sequestradores, cerca de 45 soldados ugandenses e um militar israelense (Yoni Netanyahu, o comandante da unidade) morreram. Netanyahu era o irmão mais velho de Benjamin Netanyahu, que viria a ser primeiro-ministro de Israel vinte anos mais tarde. Uma quarta refém, Dora Bloch de 75 anos, uma inglesa judia que havia sido levada para o Hospital Mulago, em Campala, antes da operação, foi morta pelos homens de Amin como represália. O incidente azedou ainda mais as relações internacionais de Uganda, levando o Reino Unido a fechar sua embaixada no país. Em retaliação pela ajuda do Quênia na operação, Amin também ordenou a morte de centenas de quenianos que viviam em Uganda.
O regime de Amin aumentou exponencialmente os gastos militares e alistaram milhares de homens para o serviço, o que levantou preocupações no Quênia. No começo de junho de 1975, autoridades quenianas apreenderam um grande comboio de armas de fabricação soviética "a caminho" para Uganda no porto de Mombaça. Tensões entre Uganda e Quênia atingiu seu clímax em fevereiro de 1976, quando Amin anunciou que iria investigar a possibilidade de que partes do sul do Sudão e oeste e centro do Quênia, até dentro de uma área de 32 km de Nairóbi, eram historicamente uma parte da Uganda colonial. O governo queniano respondeu com uma declaração severa de que o Quênia não abriria mão de "uma única polegada de território". Amin recuou depois que o exército queniano mobilizou tropas e blindados de transporte na fronteira entre os dois países. As relações de Amin com Ruanda também eram tensas e, durante seu governo, ele prejudicou repetidamente a economia regional ao negar o trânsito de veículos comerciais para Mombaça e fez várias ameaças de bombardear Quigali.

### Deposição e exílio

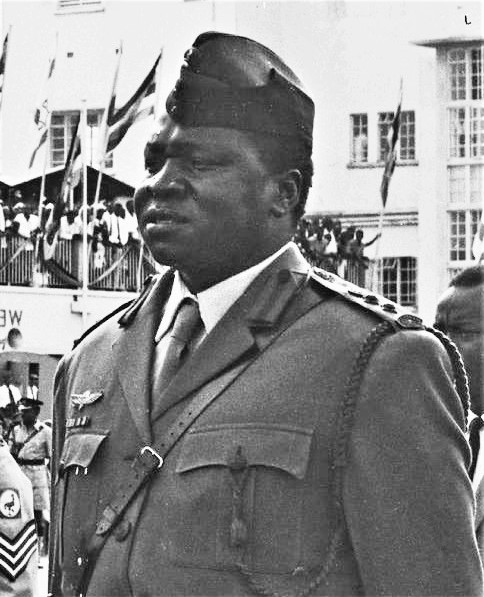
Amim, em Entebbe, com uniforme militar.

Em janeiro de 1977, Amin apontou o general Mustafa Adrisi como vice-presidente de Uganda. Naquele ano, uma rixa dentro do exército ugandense se desenvolveu entre apoiadores de Amin e soldados leais a Adrisi, que detinha um poder significativo no governo e queria expurgar os estrangeiros, principalmente sudaneses, do exército. Até 1978, o número de apoiadores e associados próximos de Amin diminuiu significativamente e ele enfrentou uma crescente dissidência por parte da população em Uganda, à medida que a economia e a infraestrutura entravam em colapso como resultado de anos de negligência e abuso. Após os assassinatos do bispo Luwum e dos ministros Oryema e Oboth Ofumbi em 1977, vários ministros e aliados de Amin desertaram ou fugiram para o exílio. No começo de 1978, Adrisi foi gravemente ferido em um acidente de carro e voou para o Cairo para receber tratamento médico. Enquanto ele estava lá, Amin o destituiu de seus cargos como Ministro da Defesa e Ministro do Interior e o denunciou por aposentar altos funcionários da prisão sem seu conhecimento. Amin então expurgou vários funcionários de alto escalão de seu governo e tomou pessoalmente o controle de múltiplos ministérios. Essas mudanças causaram uma intensa agitação política e irritou especialmente os seguidores de Adrisi, que acreditavam que o acidente de carro foi uma tentativa fracassada de assassinato.
Em novembro de 1978, tropas leais a Adrisi se amotinaram. Amin enviou soldados para enfrenta-los, mas a maioria fugiu em direção a Tanzânia. Consequentemente, combates eclodiram ao longo da fronteira entre Uganda e Tanzânia, com o exército ugandense lançando uma invasão ao território tanzaniano sob circunstâncias não muito claras. De acordo com vários especialistas e políticos, Amin ordenou diretamente a invasão na tentativa de distrair os militares e o público de Uganda dos problemas internos da nação. Outros relatos sugerem, no entanto, que Amin havia perdido o controle de partes do Exército de Uganda, com as tropas invasoras agindo sem suas ordens, com Amin sancionando a ação apenas após o fato a fim de manter a ideia de que ele ainda estava no controle. Em qualquer caso, Amin acusou o presidente da Tanzânia, Julius Nyerere, de incitar a guerra contra Uganda após o início das hostilidades e proclamou a anexação de uma seção da região da Kagera quando a invasão ugandense provou ser inicialmente bem-sucedida.
Em janeiro de 1979, o presidente Nyerere mobilizou as Forças Armadas da Tanzânia e contra-atacou, com vários grupos rebeldes de exilados de Uganda se unindo a ofensiva, como o Exército de Libertação Nacional de Uganda (UNLA). Despreparadas, as forças de Amin recuaram progressivamente, apesar da ajuda militar vinda da Líbia de Muammar Gaddafi e da Organização para a Libertação da Palestina (a OLP). Idi Amin supostamente viajou para outros países, como Arábia Saudita e Iraque, e pediu ajuda, recrutando mercenários e outras formas de apoio. Amin fez poucas aparições públicas nos últimos meses de seu governo, mas falava com frequência no rádio e na televisão. Após uma grande derrota na Batalha de Lukaya, partes do comando do Exército de Uganda incitaram Amin a renunciar. Ele raivosamente recusou e declarou: "Se vocês não querem lutar, eu lutarei sozinho." Consequentemente, ele demitiu o seu chefe de gabinete, o major-general Yusuf Gowon. Contudo, Amin acabou sendo forçado a fugir da capital de Uganda em um helicóptero, em 11 de abril de 1979, quando tropas da Tanzânia e rebeldes tomaram Campala. 
Depois de uma breve tentativa  de reunir alguns remanescentes do seu exército no leste de Uganda, que supostamente incluiu Amin proclamando a cidade de Jinja como a nova capital, o ditador acabou fugindo para o exílio. Amin primeiro escapou para a Líbia, onde ficou até 1980. Ao saber de sua deposição, muitos ugandenses comemoraram nas ruas, com vários carros do exército anunciando com alto-falantes frases como "Volta à sanidade", "O ditador fascista está liquidado" e "Viva Nyrere". O exílio de Amin na Líbia foi curto e ele logo foi expulso por Muammar Gaddafi. Amin então seguiu para a Arábia Saudita, onde a família real local lhe deu santuário, em nome da caridade islâmica, e pagaram a ele um subsídio generoso em troca de sua promessa de ficar fora da política. Amin viveu por vários anos nos dois últimos andares do Hotel Novotel, em Jeddah. O jornalista inglês Brian Barron, que cobriu a Guerra Uganda-Tanzânia para a BBC como correspondendo na África, realizou, em 1980, a primeira entrevista com Amin desde sua deposição. Enquanto no exílio, Amin financiou os remanescentes do seu exército que lutavam na Guerra Civil de Uganda. Embora ele continuasse a ser uma figura controversa, alguns dos ex-seguidores de Amin, bem como vários grupos rebeldes, continuaram a lutar em seu nome por décadas, e ocasionalmente defendiam sua anistia e alguns até pregavam sua restauração como presidente do país. Durante as entrevistas que deu no seu exílio na Arábia Saudita, Amin afirmou que Uganda precisava dele e nunca expressou remorso pela natureza brutal de seu regime.
Em 1989, Amin deixou seu exílio sem autorização do governo da Arábia Saudita e voou ao lado de um de seus filhos para o Zaire. Lá, ele pretendia mobilizar uma força rebelde para reconquistar Uganda que naquele momento estava vivendo outra guerra civil. O resto de sua família ficou para trás em Jeddah. Apesar de usar um passaporte zairense falso, Amin foi facilmente reconhecido ao chegar de um voo da Air Zaïre no Aeroporto de N'djili e acabou prontamente preso pelas forças de segurança do Zaire. O governo zairense reagiu desfavoravelmente à chegada de Amin e tentaram expulsá-lo do país rapidamente. De início, as autoridades sauditas se recusaram a recebe-lo de volta, já que seu governo ficou profundamente ofendido por ele ter "abusado de sua hospitalidade" ao sair sem permissão. O governo do Zaire não queria extraditar Amin para Uganda, onde o ex-presidente enfrentava acusações de assassinato, mas tão pouco queriam mantê-lo em seu país, prejudicando assim as relações internacionais. Como resultado, Amin foi inicialmente expulso para o Senegal de onde deveria ser enviado para a Arábia Saudita, mas o governo senegalês o mandou de volta ao Zaire quando a Arábia Saudita continuou a recusar o visto de Amin. Após um apelo feito pelo rei marroquino Hassan II, a liderança saudita finalmente cedeu e permitiu que Amin retornasse. Em troca, Amin teve que prometer novamente nunca mais participar de atividades políticas ou militares ou dar entrevistas. Consequentemente, ele passou o resto de sua vida de forma pacífica e silenciosa na Arábia Saudita.
Nos últimos anos de sua vida, Amin supostamente adotou uma dieta fruitária. Seu consumo diário de laranjas rendeu-lhe o apelido de "Dr. Jaffa" entre os sauditas.

## Doença e morte
Em 19 de julho de 2003, a quarta esposa de Amin, Nalongo Madina, reportou que o ex-presidente estava em coma e próximo da morte, internado no Hospital Especializado e Centro de Pesquisa Rei Faisal em Jeddah, na Arábia Saudita, acometido com insuficiência renal. Nalongo implorou ao presidente de Uganda, Yoweri Museveni, que fosse permitido ao marido retornar a Uganda para passar os últimos dias de sua vida em sua terra natal. Museveni respondeu dizendo que se Amin retornasse ele teria que "responder por seus pecados no momento em que fosse trazido de volta". A família de Amin então decidiu desligar o suporte de vida e Amin consequentemente morreu no hospital, em 16 de agosto de 2003. Ele foi enterrado no cemitério de Ruwais em Jeddah em uma cova simples, sem qualquer cerimônia.
Após a morte de Amin, David Owen revelou que durante seu mandato como Secretário de Relações Exteriores britânico (1977 a 1979), ele propôs assassinar Idi Amin. Owen defendeu esta ação, argumentando: "Não tenho vergonha de pensar nisso, porque seu regime desce na escala de Pol Pot como um dos piores de todos os regimes africanos".

## Família

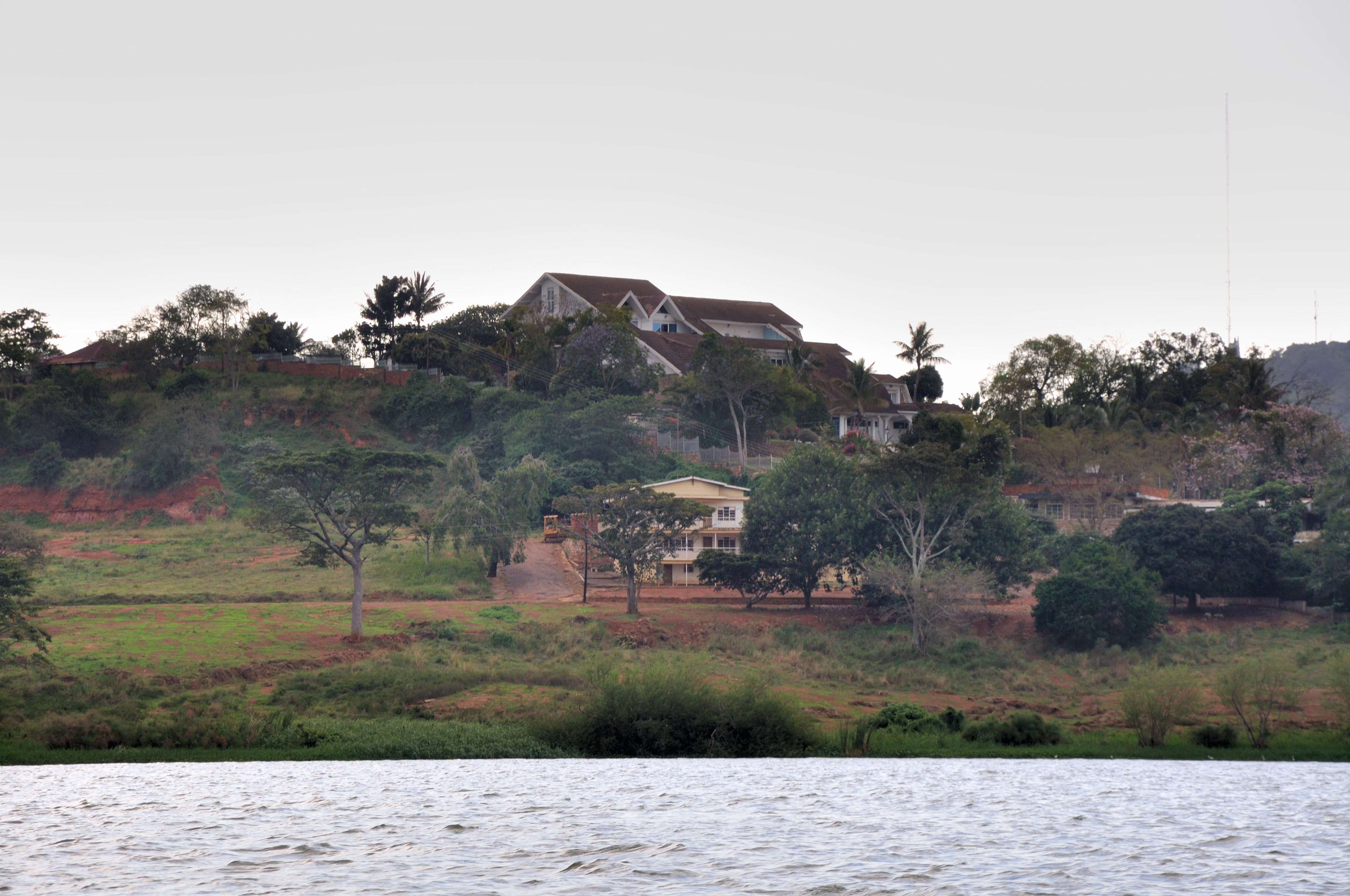
A antiga mansão de Amin nas margens do lago Vitória.

Um polígamo, Idi Amin se casou com seis mulheres, sendo que ele se divorciou de três delas. Ele se casou com sua primeira e segunda esposas, Malyamu e Kay, em 1966. Em 1967, ele se casou com Nora e depois com Nalongo Madina, em 1972. Em 26 de março de 1974, ele anunciou que estava se divorciando das esposas Malyamu, Nora e Kay. Malyamu foi presa em Tororo, próximo a fronteira queniana, em abril de 1974 e foi acusada de tentar contrabandear um pedaço de tecido para o Quênia. Em 1974, Kay Amin morreu sob circunstâncias desconhecidas, com seu corpo sendo encontrado desmembrado. Já Nora fugiu para o Zaire em 1979; o que aconteceu com ela posteriormente não é conhecido.
Em 1993, Amin estava vivendo com nove de seus filhos e uma de suas esposas, Mama a Chumaru, a mãe dos seus quatro filhos mais novos. Seu último filho nascido foi, na verdade uma menina, Iman, nascida em 1992. De acordo com o jornal ugandense The Monitor, Amin se casou novamente antes de falecer em 2003.
Amin teve pelo menos 60 filhos ao longo da vida. Até 2003, Taban Amin (nascido em 1955), o filho mais velho de Idi Amin, era o líder do Frente do Banco do Nilo Ocidental (WNBF), um grupo rebelde que se opunha ao governo de Yoweri Museveni. Em 2005, foi oferecido a ele anistia pelo presidente Museveni e, em 2006, Taban foi apontado como vice-diretor geral da Organização de Segurança Interna de Uganda. Outro filho do ex-presidente, Haji Ali Amin, concorreu as eleições para prefeito na cidade de Njeru, em 2002, mas perdeu. Em 2007, o filme vencedor do Óscar O Último Rei da Escócia levou um dos seus filhos, Jaffar Amin (nascido em 1967), a falar em defesa de seu pai. Jaffar disse que estava escrevendo um livro para tentar reabilitar a reputação de seu pai.

## Comportamento errático, títulos autoconcedidos e representação na mídia

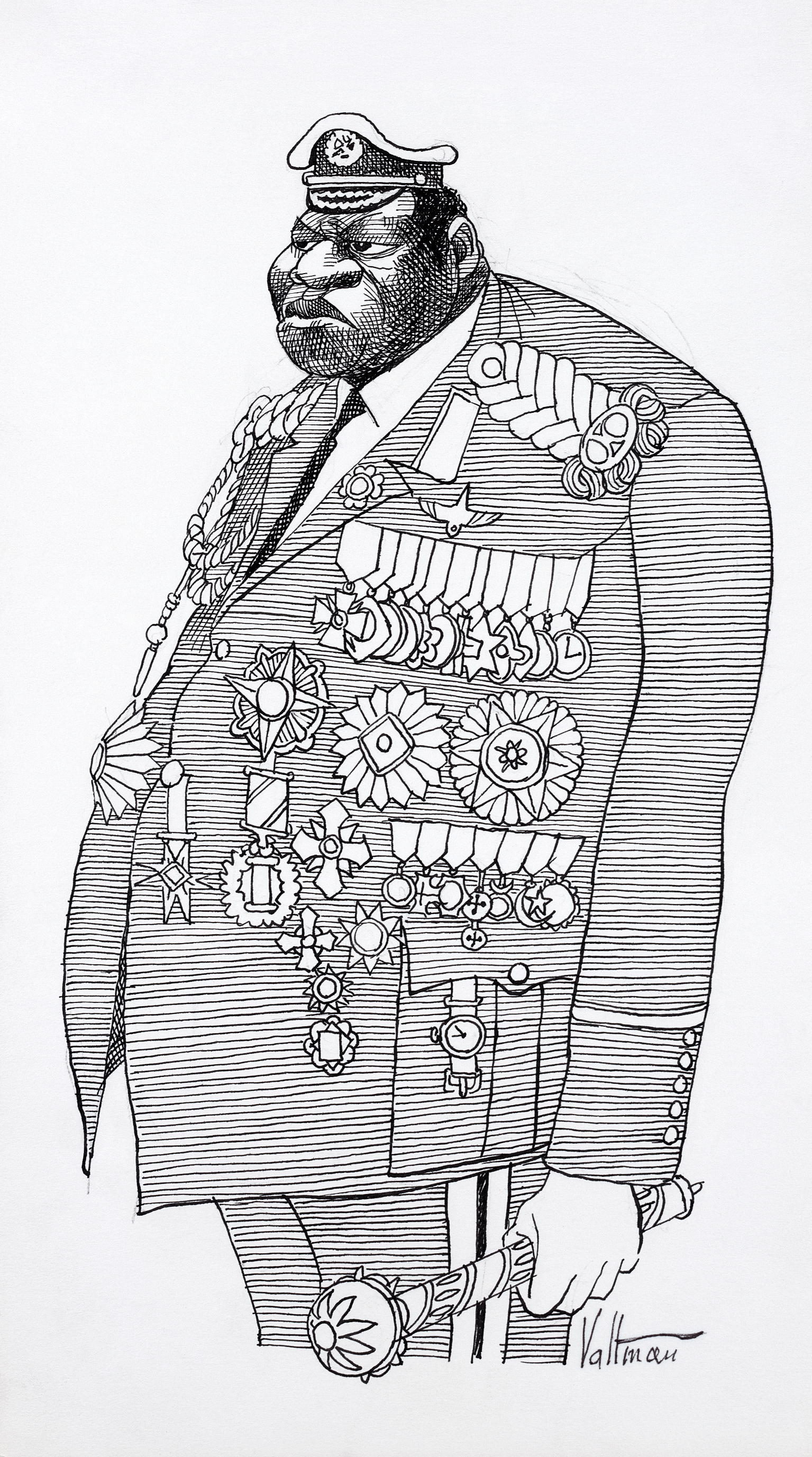
Uma caricatura de Amin, feita em 1977, por Edmund S. Valtman.

Com o passar dos anos, o comportamento de Amin tornou-se mais errático, imprevisível, megalomaníaco e estridente. Depois que o Reino Unido rompeu todas as relações diplomáticas com seu regime em 1977, Amin declarou que ele havia derrotado os Britânicos e ele conferiu a si mesmo a decoração de CBE ("Conqueror of the British Empire", ou "Conquistador do Império Britânico"). Seu título autoconcedido completo acabou se tornando: "Vossa Excelência, Presidente Vitalício, Marechal de Campo Al Hadji Doutor Idi Amin Dada, VC, DSO, MC, CBE, Senhor de todas as feras da terra e peixes dos mares e conquistador do Império Britânico na África em geral e em Uganda em particular", além de sua afirmação oficialmente declarada de ser o não coroado Rei da Escócia. Ele nunca recebeu a Ordem de Serviço Distinto (DSO) ou a Cruz Militar (MC). Ele conferiu a si mesmo um doutorado em direito da Universidade de Makerere, além da Cruz Vitoriosa (VC), uma medalha feita para emular a Cruz Vitória dos britânicos.
Amin tornou-se objeto vários de rumores, incluindo uma crença generalizada de que ele era um canibal. Amin supostamente também se gabou de manter as cabeças decapitadas de inimigos políticos em seu congelador, embora tenha dito que a carne humana geralmente era "salgada demais" para seu gosto. Alguns dos rumores, como a mutilação de uma de suas esposas, foram espalhados e popularizados pelo filme Rise and Fall of Idi Amin, de 1980, e são também aludidas em The Last King of Scotland, de 2006, um filme que deu ao ator Forest Whitaker o Óscar de melhor ator por sua interpretação de Amin.
Durante o tempo que esteve no poder, a mídia popular fora de Uganda muitas vezes retratava Amin como uma figura essencialmente cômica e excêntrica. Julius Harris enfatizou o lado supostamente meio palhaço de Amin em Victory at Entebbe, enquanto Yaphet Kotto atraiu mais elogios por projetar a natureza sinistra de Amin em Raid on Entebbe. Em uma avaliação, em 1977, típica da época, a revista Time descreveu o ditador como um "assassino e palhaço, bobão de grande coração". A série de comédia americana Saturday Night Live fez quatro sketches de Amin entre 1976 e 1979, incluindo um em que ele era um hóspede mal-comportado no exílio, e outro em que ele era um porta-voz contra doença venérea. Em  1979, o radialista Don Imus fez várias ligações no ar na tentativa de falar com Amin e, mais tarde, divulgou uma entrevista falsa com ele que foi considerada "muito suja".
A mídia estrangeira foi frequentemente criticada por exilados e desertores de Uganda por enfatizar as excentricidades e o gosto de Amin por excesso, enquanto minimizava ou desculpava seu comportamento assassino. Alguns comentaristas até sugeriram que Amin cultivou deliberadamente sua reputação excêntrica na mídia internacional como um bufão facilmente parodiado, a fim de desarmar a preocupação mundial sobre sua administração de Uganda.

## Legado
A historiadora Alicia Decker escreveu que "a cultura do militarismo profundamente enraizada em Uganda é, sem dúvida, o legado mais duradouro de Amin". Sua reputação em Uganda tem sido revista ao longo das décadas após o fim do seu governo de maneiras mais complexas do que na comunidade internacional. Alguns ugandeses o elogiaram como um "patriota" e apoiaram sua decisão de expulsar os asiáticos do país. No momento de sua morte, ele era particularmente bem visto no noroeste de Uganda. Um dos filhos de Amin, Jaffar Remo, criticou a percepção pública negativa de seu pai e convocou uma comissão para investigar a veracidade dos abusos cometidos sob seu governo.
O governo de Amin ficou caracterizado por constantes denúncias de violação e abusos de direitos humanos, conforme relatório da Comissão Internacional de Juristas. Porém, alguns, como o professor e acadêmico queniano Ali Mazrui, afirmam que, apesar de ser conhecido por uma ampla brutalidade em Uganda, o governo de Amin "ensinou para os africanos e o Terceiro Mundo a luta contra o controle econômico de um país pelos estrangeiros", a autenticidade cultural, a luta contra as estruturas de poder dominadas pelo norte e o alavancar de ideais liberais ocidentais e nacionalistas.
Militares ugandenses, em 1985, seis anos após a queda do regime de Amin, pediram ao governo de Tito Okello anistia para membros da estrutura do exército que foram ao exílio após o fim do governo de Amin. O major-general Isaac Lumago, que foi chefe de gabinete do ex-presidente, disse não estar ciente de nenhuma atrocidade durante sua administração e solicitou anistia para todos os exilados, o que poderia incluir Amin.